# جورج ميكان
جورج ميكان (بالإنجليزية: George Mikan) مواليد 18 يونيو 1924 في جوليت - الوفاة 1 يونيو 2005، كان لاعب كرة سلة أمريكي تحول إلى التدريب بعد الاعتزال بدأ مسيرته الاحترافية في سنة 1946. اعتزل اللعب في 1956.

## فرق لعب لها
- لوس أنجلوس ليكرز

## روابط خارجية
- جورج ميكان على موقع إن بي أي (الإنجليزية)
- جورج ميكان على موقع سبورتس رفرنس (الإنجليزية)
- جورج ميكان على موقع كلية كرة السلة في سبورتس رفرنس.كوم (الإنجليزية)
- جورج ميكان على موقع ريلجم (الإنجليزية)
- جورج ميكان على موقع بروبوليرز (الإنجليزية)
- جورج ميكان على موقع قاعة المشاهير الجامعة الوطنية لكرة السلة (الإنجليزية)
- جورج ميكان على موقع سبورتس رفرنس (الإنجليزية)
- جورج ميكان على موقع سبورتس رفرنس (الإنجليزية)